# Iskra Babitj
Iskra Babitj (russisk: И́скра Леони́довна Ба́бич) (født 10. januar 1932 i Sotji i Sovjetunionen, død 5. august 2001 i Moskva i Rusland) var en sovjetisk filminstruktør og manuskriptforfatter.

## Filmografi
- Muzjiki! (Мужики!, 1981)[1][2]